# Équipe d'Uruguay de rugby à XIII
L’équipe d'Uruguay de rugby à XIII est la sélection masculine officielle qui représente l'Uruguay dans les compétitions et matchs internationaux. Elle est composée des meilleurs joueurs uruguayens  ou d'origine uruguayenne.
Les joueurs de cette équipe sont surnommés les « Gauchos Uruguayos » (en français les Gauchos ou gardiens de troupeaux uruguayens).    
En 2018, l'équipe est classée au quarante-quatrième rang mondial (sur quarante-huit).    

## Histoire
L'équipe fait sa première apparition au premier « Latino Sevens », tournoi de rugby à VII,  le 17 octobre 2015. Sa création est favorisée, comme pour de nombreuses nations, par l'existence d'une diaspora en Australie, à la suite de la mise en place d'une dictature dans le pays sud-américain en 1973.
Il s'agit d'une équipe composée principalement d'« Heritage players ».
Son premier match officiel a lieu le 4 février 2017 contre la modeste équipe de Hongrie. Les Gauchos sont battus sur le score de 50 à 4 au cours d'une compétition en Australie,  l'« Harmony Cup », organisée à l'« Hillier Oval  » de Liverpool, en Nouvelle-Galles du Sud. Il faut noter que Nicholas Cama devient le premier marqueur d'essai de l'histoire de la sélection en marquant le seul essai pour la sélection sud-américaine.
L'apprentissage pour cette équipe est très difficile, ses joueurs ne pouvant bénéficier d'un programme régulier d'entrainements. Ainsi, en 2019, l'équipe est battue par le Pérou sur le score de 34-30.
Elle enregistre même un cinglant 60 à 0 en 2021 face à l'équipe du Brésil, à Liverpool en Australie,.

## Personnalités et joueurs notables
Nicholas Cama est le premier marqueur d'essais de l'histoire de la sélection en match officiel.
Angel Morisson, le capitaine de l'équipe au début des années 2020, est un joueur du club australien des Wests Mitchelton Panthers. De ce même club est issu le sélectonnieur de l'équipe à la même époque : Adam Wright.

## Palmarès
| Coupe du monde                              | Championnat des Amériques                              |
| ------------------------------------------- | ------------------------------------------------------ |
| - Coupe du monde (0) - Aucune qualification | - Championnat des Amériques (0) - Aucune participation |

### Parcours en Coupe du monde
| Année | Position   |         | Année      | Position |              | Année | Position |
| 1954  | Non invité | 1975    | Non invité | 2008     | Non invité   |       |          |
| 1957  | Non invité | 1977    | Non invité | 2013     | Non invité   |       |          |
| 1960  | Non invité | 1985-88 | Non invité | 2017     | Non invité   |       |          |
| 1968  | Non invité | 1989-92 | Non invité | 2021     | Non qualifié |       |          |
| 1970  | Non invité | 1995    | Non invité |          |              |       |          |
| 1972  | Non invité | 2000    | Non invité |          |              |       |          |

### Parcours en Championnat des Amériques
| Année | Position   |      | Année      | Position |            | Année | Position |
| 2016  | Non invité | 2017 | Non invité | 2018     | Non invité |       |          |

## Vidéographie
Test match officiel du 4 février 2017 contre la Hongrie
- Première mi-temps sur youtube filmée par Stephen Nemeth

- Seconde mi-temps sur youtube filmée par Stephen Nemeth